# EHF Champions League 2013/14
An der EHF Champions League 2013/14 nahmen 38 Handball-Vereinsmannschaften teil, die sich in der vorangegangenen Saison in ihren Heimatligen für den Wettbewerb qualifiziert haben. Seit 1957 wird die EHF Champions League (bis 1993: Europapokal der Landesmeister) zum 54. Mal ausgetragen. Die Pokalspiele begannen im September 2013, das Final Four fand am 31. Mai und 1. Juni 2014 zum fünften Mal in der Kölner Lanxess Arena statt. Sieger wurde die SG Flensburg-Handewitt, die im Finale den THW Kiel mit 30:28 besiegte.

## Modus
Qualifikation: Die Qualifikation wurde im Rahmen mehrerer Turniere ausgetragen: Vier Gruppen à vier Teams und zwei Zweiergruppe mit Hin- und Rückspiel. Pro Gruppe qualifizierte sich das beste Team. Die vierzehn ausgeschiedenen Teams zogen in den EHF Europa Pokal ein.
Gruppenphase: Es gab vier Gruppen mit je sechs Mannschaften. In einer Gruppe spielte jeder gegen jeden ein Hin- und Rückspiel; die jeweils vier Gruppenbesten erreichten das Achtelfinale.
Achtelfinale: Das Achtelfinale wurde im K.-o.-System mit Hin- und Rückspiel gespielt. Der Gewinner jeder Partie zog in das Viertelfinale ein.
Viertelfinale: Das Viertelfinale wurde im K.-o.-System mit Hin- und Rückspiel gespielt. Der Gewinner jeder Partie zog in das Halbfinale ein.
Final Four: Zum fünften Mal gab es ein Final-Four-Turnier, das Halbfinale und Finale wurde am 31. Mai und 1. Juni 2014 in der Lanxess Arena in Köln ausgetragen. Das Halbfinale wurde im K.-o.-System gespielt. Die Gewinner jeder Partie zogen in das Finale ein. Die Verlierer jeder Partie zogen in das Spiel um den dritten Platz ein. Es wurde pro Halbfinale nur ein Spiel ausgetragen. Auch das Finale und das Spiel um Platz drei wurde im einfachen Modus ausgespielt.

## Qualifikation
Die Auslosung der Qualifikation fand am 27. Juni 2013 um 17:00 Uhr (UTC+2) in Wien statt.

### Qualifikation 1
Es nahmen 2 Teams teil, die sich vorher für den Wettbewerb qualifiziert hatten. Der Gewinner nahm an der Gruppenphase (Gruppe D) teil. Der Verlierer nahm an der 2. Runde des EHF Europa Pokals teil.
| Mannschaft 1                 | Mannschaft 2          | Hinspiel             | Rückspiel            | Gesamt  |
| ---------------------------- | --------------------- | -------------------- | -------------------- | ------- |
| HK DROTT Halmstad Persson 14 | Handball Esch Kohl 13 | 24.08.2013 18:00 Uhr | 31.08.2013 16:00 Uhr | 63 : 44 |
| HK DROTT Halmstad Persson 14 | Handball Esch Kohl 13 | 26 : 30 (15 : 17)    | 37 : 14 (19 : 8)     | 63 : 44 |
| HK DROTT Halmstad Persson 14 | Handball Esch Kohl 13 | 500 Zuschauer        | 1.185 Zuschauer      | 63 : 44 |

### Qualifikationsturniere

#### Gruppe 2
Das Turnier der Gruppe 2 fand am 31. August 2013 und 1. September 2013 statt.
Die Halbfinalspiele der Gruppe 2 fanden am 31. August 2013 statt. Der Gewinner jeder Partie zog in das Finale um die Teilnahme an der Gruppenphase ein. Die Verlierer nahmen am Spiel um die Plätze drei und vier teil.

Ausrichter der Gruppe 2 war der Verein  HT Tatran Prešov. Die Spiele fanden in der Halle City Hall Prešov statt.
| Mannschaft 1                 | Endergebnis       | Mannschaft 2         | Datum und Zeit          |
| ---------------------------- | ----------------- | -------------------- | ----------------------- |
| HC Dinamo Minsk Nikulenkau 6 | 25 : 21 (11 : 13) | AEK Athen Rakčević 6 | 31.08.13, Sa. 15:30 Uhr |
| HC Dinamo Minsk Nikulenkau 6 | Spielbericht      | AEK Athen Rakčević 6 | 822 Zuschauer           |
| HT Tatran Prešov Antl 6      | 32 : 30 (17 : 12) | Beşiktaş JK Döne 6   | 31.08.13, Sa. 18:00 Uhr |
| HT Tatran Prešov Antl 6      | Spielbericht      | Beşiktaş JK Döne 6   | 1.723 Zuschauer         |

Das Spiel der Verlierer fand am 1. September 2013 statt. Der Verlierer der Partie nahm an der 2. Runde des EHF Europa Pokals teil. Der Gewinner nahm an der 3. Runde des EHF Europa Pokals teil.
| Mannschaft 1           | Endergebnis       | Mannschaft 2       | Datum und Zeit          |
| ---------------------- | ----------------- | ------------------ | ----------------------- |
| AEK Athen Bakaoukas 13 | 34 : 30 (21 : 14) | Beşiktaş JK Döne 9 | 01.09.13, So. 15:30 Uhr |
| AEK Athen Bakaoukas 13 | Spielbericht      | Beşiktaş JK Döne 9 | 538 Zuschauer           |

Das Finale fand am 1. September 2013 statt. Der Gewinner der Partie nahm an der Gruppenphase (Gruppe C) der EHF Champions League 2013/14 teil. Der Verlierer nahm an der 3. Runde des EHF Europa Pokals teil.
| Mannschaft 1              | Endergebnis       | Mannschaft 2             | Datum und Zeit          |
| ------------------------- | ----------------- | ------------------------ | ----------------------- |
| HC Dinamo Minsk Doborac 7 | 29 : 27 (14 : 13) | HT Tatran Prešov Urban 7 | 01.09.13, So. 18:00 Uhr |
| HC Dinamo Minsk Doborac 7 | Spielbericht      | HT Tatran Prešov Urban 7 | 3.072 Zuschauer         |

#### Gruppe 3
Das Turnier der Gruppe 3 fand am 31. August 2013 und 1. September 2013 statt.
Die Halbfinalspiele der Gruppe 3 fanden am 31. August 2013 statt. Der Gewinner jeder Partie zog in das Finale um die Teilnahme an der Gruppenphase ein. Die Verlierer nahmen am Spiel um die Plätze drei und vier teil.

Ausrichter der Gruppe 3 war der Verein  RK Vojvodina. Die Spiele fanden in der Sportska hala Slana Bara statt.
| Mannschaft 1                           | Endergebnis       | Mannschaft 2                        | Datum und Zeit          |
| -------------------------------------- | ----------------- | ----------------------------------- | ----------------------- |
| RK Borac m:tel Banja Luka Bezbradica 6 | 18 : 40 (8 : 20)  | HK Motor Saporischschja Skopinzew 6 | 31.08.13, Sa. 17:00 Uhr |
| RK Borac m:tel Banja Luka Bezbradica 6 | Spielbericht      | HK Motor Saporischschja Skopinzew 6 | 500 Zuschauer           |
| RK Vojvodina Elezović 6                | 27 : 26 (10 : 12) | Alpla HC Hard Jochum 7              | 31.08.13, Sa. 19:30 Uhr |
| RK Vojvodina Elezović 6                | Spielbericht      | Alpla HC Hard Jochum 7              | 1.000 Zuschauer         |

Das Spiel der Verlierer fand am 1. September 2013 statt. Der Verlierer der Partie nahm an der 2. Runde des EHF Europa Pokals teil. Der Gewinner nahm an der 3. Runde des EHF Europa Pokals teil.
| Mannschaft 1                          | Endergebnis      | Mannschaft 2               | Datum und Zeit          |
| ------------------------------------- | ---------------- | -------------------------- | ----------------------- |
| RK Borac m:tel Banja Luka Trivundža 5 | 17 : 25 (7 : 12) | Alpla HC Hard Tanasković 5 | 01.09.13, So. 17:00 Uhr |
| RK Borac m:tel Banja Luka Trivundža 5 | Spielbericht     | Alpla HC Hard Tanasković 5 | 200 Zuschauer           |

Das Finale fand am 1. September 2013 statt. Der Gewinner der Partie nahm an der Gruppenphase (Gruppe A) der EHF Champions League 2013/14 teil. Der Verlierer nahm an der 3. Runde des EHF Europa Pokals teil.
| Mannschaft 1                           | Endergebnis       | Mannschaft 2            | Datum und Zeit          |
| -------------------------------------- | ----------------- | ----------------------- | ----------------------- |
| HK Motor Saporischschja Ostrouschko 11 | 36 : 24 (17 : 11) | RK Vojvodina Elezović 5 | 01.09.13, So. 19:30 Uhr |
| HK Motor Saporischschja Ostrouschko 11 | Spielbericht      | RK Vojvodina Elezović 5 | 1.200 Zuschauer         |

#### Gruppe 4
Das Turnier der Gruppe 4 fand am 31. August 2013 und 1. September 2013 statt.
Die Halbfinalspiele der Gruppe 4 fanden am 31. August 2013 statt. Der Gewinner jeder Partie zog in das Finale um die Teilnahme an der Gruppenphase ein. Die Verlierer nahmen am Spiel um die Plätze drei und vier teil.

Ausrichter der Gruppe 4 war der Verein  FC Porto Vitalis. Die Spiele fanden in der Dragao Caixa statt.
| Mannschaft 1              | Endergebnis       | Mannschaft 2              | Datum und Zeit          |
| ------------------------- | ----------------- | ------------------------- | ----------------------- |
| HCM Constanţa Șimicu 7    | 34 : 25 (19 : 14) | HV KRAS/Volendam Adams 10 | 31.08.13, Sa. 16:30 Uhr |
| HCM Constanţa Șimicu 7    | Spielbericht      | HV KRAS/Volendam Adams 10 | 530 Zuschauer           |
| FC Porto Vitalis Davyes 6 | 29 : 28 (13 : 13) | Elverum Håndball Toft 6   | 31.08.13, Sa. 14:00 Uhr |
| FC Porto Vitalis Davyes 6 | Spielbericht      | Elverum Håndball Toft 6   | 1.460 Zuschauer         |

Das Spiel der Verlierer fand am 1. September 2013 statt. Der Verlierer der Partie nahm an der 2. Runde des EHF Europa Pokals teil. Der Gewinner nahm an der 3. Runde des EHF Europa Pokals teil.
| Mannschaft 1                    | Endergebnis       | Mannschaft 2                | Datum und Zeit          |
| ------------------------------- | ----------------- | --------------------------- | ----------------------- |
| HV KRAS/Volendam Beemsterboer 4 | 24 : 32 (13 : 18) | Elverum Håndball Aanestad 6 | 01.09.13, So. 16:30 Uhr |
| HV KRAS/Volendam Beemsterboer 4 | Spielbericht      | Elverum Håndball Aanestad 6 | 150 Zuschauer           |

Das Finale fand am 1. September 2013 statt. Der Gewinner der Partie nahm an der Gruppenphase (Gruppe B) der EHF Champions League 2013/14 teil. Der Verlierer nahm an der 3. Runde des EHF Europa Pokals teil.
| Mannschaft 1             | Endergebnis      | Mannschaft 2               | Datum und Zeit          |
| ------------------------ | ---------------- | -------------------------- | ----------------------- |
| HCM Constanţa Sadoveac 6 | 22 : 26 (9 : 12) | FC Porto Vitalis Spínola 9 | 01.09.13, So. 14:00 Uhr |
| HCM Constanţa Sadoveac 6 | Spielbericht     | FC Porto Vitalis Spínola 9 | 1.704 Zuschauer         |

### Wild Card Qualifikation
Am 16. Juni 2013 gab die EHF bekannt, dass Atlético Madrid aus finanziellen Gründen nicht an der Champions League Saison 2013/14 teilnehmen werde. Anstelle des Wild Card Turniers wurden die Halbfinalspiele mit Hin- und Rückspiel gespielt. Der freigewordene Platz in der Gruppe B wurde zwischen Montpellier Agglomeration HB und Orlen Wisła Płock ausgespielt. Um den anderen freien Platz in der Gruppe C spielten RK Metalurg und Pick Szeged.

#### K.-o.-Spiele 1
Es nahmen zwei Teams teil, die sich vorher für den Wettbewerb qualifiziert hatten. Der Gewinner nahm an der Gruppenphase (Gruppe C) teil. Der Verlierer nahm an der 3. Runde des EHF Europa Pokals teil.
| Mannschaft 1        | Mannschaft 2        | Hinspiel             | Rückspiel            | Gesamt  |
| ------------------- | ------------------- | -------------------- | -------------------- | ------- |
| RK Metalurg Atman 9 | Pick Szeged Šulc 11 | 28.08.2013 19:00 Uhr | 01.09.2013 19:00 Uhr | 45 : 39 |
| RK Metalurg Atman 9 | Pick Szeged Šulc 11 | 26 : 16 (13 : 11)    | 19 : 23 (7 : 11)     | 45 : 39 |
| RK Metalurg Atman 9 | Pick Szeged Šulc 11 | 5.000 Zuschauer      | 3.200 Zuschauer      | 45 : 39 |

#### K.-o.-Spiele 2
Es nahmen zwei Teams teil, die sich vorher für den Wettbewerb qualifiziert hatten. Der Gewinner nahm an der Gruppenphase (Gruppe B) teil. Der Verlierer nahm an der 3. Runde des EHF Europa Pokals teil.
| Mannschaft 1                            | Mannschaft 2                 | Hinspiel             | Rückspiel            | Gesamt  |
| --------------------------------------- | ---------------------------- | -------------------- | -------------------- | ------- |
| Montpellier Agglomeration HB Simonet 11 | Orlen Wisła Płock Ghionea 17 | 29.08.2013 19:00 Uhr | 01.09.2013 16:00 Uhr | 52 : 55 |
| Montpellier Agglomeration HB Simonet 11 | Orlen Wisła Płock Ghionea 17 | 29 : 27 (11 : 15)    | 23 : 28 (10 : 13)    | 52 : 55 |
| Montpellier Agglomeration HB Simonet 11 | Orlen Wisła Płock Ghionea 17 | 3.000 Zuschauer      | 5.000 Zuschauer      | 52 : 55 |

#### K.-o.-Spiele 3
Es nahmen zwei Teams teil, die sich vorher für den Wettbewerb qualifiziert hatten. Der Gewinner nahm an der Gruppenphase (Gruppe D) teil. Der Verlierer nahm an der 3. Runde des EHF Europa Pokals teil.
| Mannschaft 1             | Mannschaft 2            | Hinspiel             | Rückspiel            | Gesamt  |
| ------------------------ | ----------------------- | -------------------- | -------------------- | ------- |
| Füchse Berlin Igropulo 9 | HSV Hamburg Lindberg 11 | 21.08.2013 19:00 Uhr | 23.08.2013 19:00 Uhr | 56 : 57 |
| Füchse Berlin Igropulo 9 | HSV Hamburg Lindberg 11 | 30 : 30 (18 : 15)    | 26 : 27 (14 : 10)    | 56 : 57 |
| Füchse Berlin Igropulo 9 | HSV Hamburg Lindberg 11 | 7.128 Zuschauer      | 6.620 Zuschauer      | 56 : 57 |

## Gruppenphase
Die Auslosung der Gruppenphase fand am 28. Juni 2013 in Wien statt.
Es nahmen die 6 Sieger der Qualifikation und die 18 Mannschaften teil, die sich vorher für den Wettbewerb qualifiziert hatten.

### Qualifizierte Teams
In Klammern ist der Tabellenplatz in der Vorsaison angegeben.
| Topf 1: - THW Kiel (1. Deutsche Liga) - FC Barcelona (1. Spanische Liga) - Aalborg Håndbold (1. Dänische Liga) - MKB Veszprém KC (1. Ungarische Liga) | Topf 2: - KS Vive Targi Kielce (1. Polnische Liga) - RK Croatia Osiguranje Zagreb (1. Kroatische Liga) - Paris Saint-Germain (1. Französische Liga) - RK Gorenje Velenje (1. Slowenische Liga) |

| Topf 3: - SG Flensburg-Handewitt (2. Deutsche Liga) - Orlen Wisła Płock (2. Polnische Liga) - GK St. Petersburg (1. Russische Liga) - RK Vardar Pro – Skopje (1. Mazedonische Liga) | Topf 4: - KIF Kolding København (2. Dänische Liga) - Wacker Thun (1. Schweizer Liga) - Rhein-Neckar Löwen (3. Deutsche Liga) - Naturhouse La Rioja (3. Spanische Liga) |

| Topf 5: - Dunkerque HB Grand Littoral (2. Französische Liga) - Celje Pivovarna Laško (2. Slowenische Liga) - HC Dinamo Minsk (1. Belarussische Liga) - HK Drott Halmstad (1. Schwedische Liga) | Topf 6: - HK Motor Saporischschja (1. Ukrainische Liga) - FC Porto Vitalis (1. Portugiesische Liga) - RK Metalurg (2. Mazedonische Liga) - HSV Hamburg (5. Deutsche Liga, Titelverteidiger) |

### Gruppen
| Gruppe A MKB Veszprém KC RK Croatia Osiguranje Zagreb GK Newa St. Petersburg Rhein-Neckar Löwen Celje Pivovarna Laško HK Motor Saporischschja | Gruppe B THW Kiel KS Vive Targi Kielce Orlen Wisła Płock KIF Kolding København Dunkerque HB Grand Littoral FC Porto Vitalis | Gruppe C FC Barcelona Paris Saint-Germain RK Vardar Pro – Skopje Wacker Thun HC Dinamo Minsk RK Metalurg | Gruppe D Aalborg Håndbold RK Gorenje Velenje SG Flensburg-Handewitt Naturhouse La Rioja HK Drott Halmstad HSV Hamburg |

#### Entscheidungen
|  | Qualifikationsplatz für das Achtelfinale |
|  | Platz des ausscheidenden Vereins         |

### Gruppe A
| Pl. | Mannschaft                   | Sp. | S | U | N | T   | GT  | Diff | Pkt |
| --- | ---------------------------- | --- | - | - | - | --- | --- | ---- | --- |
| 1.  | MKB Veszprém KC              | 10  | 8 | 1 | 1 | 303 | 243 | + 60 | 17  |
| 2.  | Rhein-Neckar Löwen           | 10  | 7 | 2 | 1 | 305 | 252 | + 53 | 16  |
| 3.  | Celje Pivovarna Laško        | 10  | 4 | 1 | 5 | 269 | 272 | - 03 | 09  |
| 4.  | HK Motor Saporischschja      | 10  | 4 | 1 | 5 | 277 | 296 | – 19 | 09  |
| 5.  | RK Croatia Osiguranje Zagreb | 10  | 4 | 0 | 6 | 267 | 282 | – 15 | 08  |
| 6.  | GK St. Petersburg            | 10  | 0 | 1 | 9 | 216 | 292 | – 76 | 01  |

| 21. September 2013, Sa. 18:00 Uhr in Zagreb, Arena Zagreb                     | 6.570 Zuschauer Spielbericht  | RK Croatia Osiguranje Zagreb Mandalinić 7                            | 24 : 21 (13 : 10) | Celje Pivovarna Laško 5 Marguč, Zelenović              |
| 19. September 2013, Do. 20:00 Uhr in Sankt Petersburg, Arena St. Petersburg   | 2.500 Zuschauer Spielbericht  | GK St. Petersburg Kisselew, Kungurow, Nassyrow, Poljakow, Pyschkin 2 | 15 : 28 (07 : 12) | MKB Veszprém KC 8 Ilić                                 |
| 19. September 2013, Do. 19:00 Uhr in St. Leon-Rot, Harres Veranstaltungshalle | 2.000 Zuschauer Spielbericht  | Rhein-Neckar Löwen Groetzki 7                                        | 31 : 31 (15 : 13) | HK Motor Saporischschja 7 Onufrijenko                  |
| 26. September 2013, Do. 19:00 Uhr in Charkiw, Sport Complex Lokomotiv         | 1.900 Zuschauer Spielbericht  | HK Motor Saporischschja Burka 7                                      | 31 : 30 (18 : 15) | RK Croatia Osiguranje Zagreb 5 Horvat                  |
| 28. September 2013, Sa. 20:30 Uhr in Celje, Dvorana Zlatorog                  | 1.521 Zuschauer Spielbericht  | Celje Pivovarna Laško Zelenović 7                                    | 29 : 22 (15 : 10) | GK St. Petersburg 5 Poljakow                           |
| 29. September 2013, So. 17:00 Uhr in Veszprém, Veszprém Arena                 | 5.019 Zuschauer Spielbericht  | MKB Veszprém KC Ilić 9                                               | 30 : 29 (17 : 14) | Rhein-Neckar Löwen 6 Gensheimer                        |
| 10. Oktober 2013, Do. 19:00 Uhr in Veszprém, Veszprém Arena                   | 4.900 Zuschauer Spielbericht  | MKB Veszprém KC Nagy 7                                               | 44 : 27 (20 : 13) | HK Motor Saporischschja 6 Burka                        |
| 12. Oktober 2013, So. 16:00 Uhr in Sankt Petersburg, Arena St. Petersburg     | 1.200 Zuschauer Spielbericht  | GK St. Petersburg Zelenović 7                                        | 24 : 35 (16 : 15) | RK Croatia Osiguranje Zagreb 5 Horvat                  |
| 12. Oktober 2013, So. 16:30 Uhr in Celje, Dvorana Zlatorog                    | 1.800 Zuschauer Spielbericht  | Celje Pivovarna Laško Zelenović, Žuran 5                             | 25 : 28 (17 : 14) | Rhein-Neckar Löwen 10 Gensheimer                       |
| 17. Oktober 2013, Do. 19:00 Uhr in Charkiw, Sport Complex Lokomotiv           | 1.800 Zuschauer Spielbericht  | HK Motor Saporischschja Onufrijenko, Skopinzew 8                     | 29 : 32 (14 : 11) | Celje Pivovarna Laško 8 Marguč                         |
| 17. Oktober 2013, Do. 20:30 Uhr in St. Leon-Rot, Veranstaltungshalle Harres   | 1.863 Zuschauer Spielbericht  | Rhein-Neckar Löwen Gensheimer 6                                      | 31 : 17 (14 : 08) | GK St. Petersburg 3 Dschunisbekow, Kowalenko, Kungurow |
| 20. Oktober 2013, So. 18:00 Uhr in Zagreb, Arena Zagreb                       | 11.000 Zuschauer Spielbericht | RK Croatia Osiguranje Zagreb Mandalinić 6                            | 22 : 33 (08 : 15) | MKB Veszprém KC 6 Nagy                                 |
| 14. November 2013, Mi. 20:30 Uhr in St. Leon-Rot, Harres Veranstaltungshalle  | 2.000 Zuschauer Spielbericht  | Rhein-Neckar Löwen Gensheimer 7                                      | 34 : 26 (21 : 11) | RK Croatia Osiguranje Zagreb 9 Mandalinić              |
| 17. November 2013, So. 19:00 Uhr in Charkiw, Sport Complex Lokomotiv          | 1.800 Zuschauer Spielbericht  | HK Motor Saporischschja Onufrijenko 7                                | 29 : 24 (15 : 09) | GK St. Petersburg 5 Kusmin                             |
| 17. November 2013, So. 20:00 Uhr in Celje, Dvorana Zlatorog                   | 4.300 Zuschauer Spielbericht  | Celje Pivovarna Laško Slišković 8                                    | 26 : 31 (14 : 15) | MKB Veszprém KC 7 Ugalde                               |
| 21. November 2013, Do. 19:30 Uhr in Sankt Petersburg, Arena St. Petersburg    | 1.500 Zuschauer Spielbericht  | GK St. Petersburg Blagonadeschdin, Kisselew, Kungurow 3              | 18 : 24 (10 : 14) | HK Motor Saporischschja 5 Skopinzew                    |
| 23. November 2013, Sa. 18:00 Uhr in Zagreb, Arena Zagreb                      | 6.000 Zuschauer Spielbericht  | RK Croatia Osiguranje Zagreb Matulić, Stepančić 6                    | 24 : 28 (12 : 13) | Rhein-Neckar Löwen 6 Gensheimer                        |
| 23. November 2013, Sa. 18:45 Uhr in Veszprém, Veszprém Arena                  | 5.019 Zuschauer Spielbericht  | MKB Veszprém KC Iváncsik 6                                           | 27 : 26 (13 : 10) | Celje Pivovarna Laško 7 Skube                          |
| 28. November 2013, Do. 19:30 Uhr in Charkiw, Sport Complex Lokomotiv          | 2.000 Zuschauer Spielbericht  | HK Motor Saporischschja Ostrouschko 8                                | 26 : 32 (10 : 15) | Rhein-Neckar Löwen 7 Gensheimer                        |
| 30. November 2013, Sa. 18:15 Uhr in Veszprém, Veszprém Arena                  | 5.019 Zuschauer Spielbericht  | MKB Veszprém KC Iváncsik 6                                           | 29 : 20 (13 : 07) | GK St. Petersburg 4 Kalarasch, Nassyrow                |
| 30. November 2013, Sa. 20:30 Uhr in Celje, Dvorana Zlatorog                   | 5.000 Zuschauer Spielbericht  | Celje Pivovarna Laško Marguč, Slišković 6                            | 26 : 20 (14 : 11) | RK Croatia Osiguranje Zagreb 5 Horvat                  |
| 08. Februar 2014, Sa. 16:00 Uhr in Sankt Petersburg, Arena St. Petersburg     | 1.320 Zuschauer Spielbericht  | GK St. Petersburg Kalarash 6                                         | 29 : 29 (16 : 13) | Celje Pivovarna Laško 7 Marguč                         |
| 08. Februar 2014, Sa. 18:00 Uhr in Zagreb, Arena Zagreb                       | 5.236 Zuschauer Spielbericht  | RK Croatia Osiguranje Zagreb Sandrk 9                                | 33 : 27 (16 : 16) | HK Motor Saporischschja 7 Onufrijenko                  |
| 09. Februar 2014, So. 19:00 Uhr in Mannheim, SAP Arena                        | 7.125 Zuschauer Spielbericht  | Rhein-Neckar Löwen Gensheimer 10                                     | 25 : 25 (12 : 13) | MKB Veszprém KC 11 Ilić                                |
| 15. Februar 2014, So. 19:00 Uhr in Veszprém, Veszprém Arena                   | 5.019 Zuschauer Spielbericht  | MKB Veszprém KC Ilić 8                                               | 34 : 27 (19 : 11) | RK Croatia Osiguranje Zagreb 5 Horvat                  |
| 15. Februar 2014, So. 20:00 Uhr in Sankt Petersburg, Arena St. Petersburg     | 1.000 Zuschauer Spielbericht  | GK St. Petersburg Kalarash 5                                         | 23 : 32 (10 : 18) | Rhein-Neckar Löwen 7 Sigurmannsson                     |
| 15. Februar 2014, So. 20:30 Uhr in Celje, Dvorana Zlatorog                    | 3.000 Zuschauer Spielbericht  | Celje Pivovarna Laško Marguč 10                                      | 30 : 27 (19 : 15) | HK Motor Saporischschja 7 Burka                        |
| 20. Februar 2014, Do. 19:00 Uhr in St. Leon-Rot, Harres Veranstaltungshalle   | 1.509 Zuschauer Spielbericht  | Rhein-Neckar Löwen Guardiola, Petersson, Schmid je 5                 | 35 : 25 (19 : 12) | Celje Pivovarna Laško 6 Marguč                         |
| 22. Februar 2014, Sa. 20:00 Uhr in Sankt Petersburg, Arena St. Petersburg     | 1.500 Zuschauer Spielbericht  | HK Motor Saporischschja Skopinzew 5                                  | 26 : 22 (13 : 13) | MKB Veszprém KC 6 Ilić                                 |
| 22. Februar 2014, Sa. 20:30 Uhr in Zagreb, Arena Zagreb                       | 7.000 Zuschauer Spielbericht  | RK Croatia Osiguranje Zagreb Valcic 7                                | 26 : 24 (15 : 14) | GK St. Petersburg 5 Blagonadeschdin, Pyschkin          |

### Gruppe B
| Pl. | Mannschaft                  | Sp. | S | U | N | T   | GT  | Diff | Pkt |
| --- | --------------------------- | --- | - | - | - | --- | --- | ---- | --- |
| 1.  | THW Kiel                    | 10  | 8 | 1 | 1 | 298 | 268 | + 30 | 17  |
| 2.  | KIF Kolding København       | 10  | 7 | 0 | 3 | 249 | 240 | + 09 | 14  |
| 3.  | KS Vive Targi Kielce        | 10  | 6 | 1 | 3 | 307 | 276 | + 31 | 13  |
| 4.  | Orlen Wisła Płock           | 10  | 4 | 0 | 6 | 275 | 277 | - 02 | 08  |
| 5.  | FC Porto Vitalis            | 10  | 2 | 1 | 7 | 241 | 278 | – 37 | 05  |
| 6.  | Dunkerque HB Grand Littoral | 10  | 1 | 1 | 8 | 237 | 268 | – 31 | 03  |

| 22. September 2013, So. 19:00 Uhr in Kielce, Hala M.O.S.I.R Kielce | 4.000 Zuschauer Spielbericht  | KS Vive Targi Kielce Štrlek 9                        | 33 : 23 (15 : 11) | Dunkerque HB Grand Littoral 5 Butto          |
| 22. September 2013, So. 17:00 Uhr in Płock, ORLEN Arena            | 5.000 Zuschauer Spielbericht  | Orlen Wisła Płock Jurkiewicz 7                       | 33 : 34 (14 : 14) | THW Kiel 8 Jícha                             |
| 22. September 2013, So. 17:00 Uhr in Kolding, TRE-FOR Arena        | 2.504 Zuschauer Spielbericht  | KIF Kolding København Karlsson, Rocas 5              | 25 : 20 (15 : 10) | FC Porto Vitalis 5 Rocha                     |
| 28. September 2013, Sa. 16:00 Uhr in Dunkerque, Stade de Flandres  | 2.050 Zuschauer Spielbericht  | Dunkerque HB Grand Littoral Soudry 7                 | 25 : 28 (13 : 15) | Orlen Wisła Płock 12 Ghionea                 |
| 29. September 2013, So. 15:00 Uhr in Kiel, Sparkassen-Arena        | 8.500 Zuschauer Spielbericht  | THW Kiel Jícha 11                                    | 29 : 26 (12 : 14) | KIF Kolding København 9 Karlsson             |
| 29. September 2013, So. 15:00 Uhr in Kielce, Hala M.O.S.I.R Kielce | 4.000 Zuschauer Spielbericht  | KS Vive Targi Kielce Jurecki 6                       | 35 : 23 (16 : 13) | FC Porto Vitalis 6 Duarte                    |
| 12. Oktober 2013, Sa. 20:15 Uhr in Porto, Dragão Caixa             | 2.115 Zuschauer Spielbericht  | FC Porto Vitalis Duarte 9                            | 27 : 31 (17 : 16) | THW Kiel 9 Vujin                             |
| 13. Oktober 2013, So. 17:00 Uhr in Dunkerque, Stade de Flandres    | 2.429 Zuschauer Spielbericht  | Dunkerque HB Grand Littoral Soudry 5                 | 18 : 20 (07 : 12) | KIF Kolding København 7 Andersson            |
| 13. Oktober 2013, So. 19:30 Uhr in Płock, Orlen Arena              | 5.467 Zuschauer Spielbericht  | Orlen Wisła Płock Nenadić 7                          | 28 : 30 (17 : 16) | KS Vive Targi Kielce Aguinagalde 9           |
| 19. Oktober 2013, Sa. 18:15 Uhr in Kielce, Hala M.O.S.I.R Kielce   | 4.200 Zuschauer Spielbericht  | KS Vive Targi Kielce Jurecki 8                       | 34 : 29 (17 : 11) | THW Kiel 7 Jícha                             |
| 20. Oktober 2013, So. 14:00 Uhr in Porto, Dragão Caixa             | 1.102 Zuschauer Spielbericht  | FC Porto Vitalis Rocha 6                             | 22 : 21 (13 : 11) | Dunkerque HB Grand Littoral 4 Afgour         |
| 20. Oktober 2013, So. 17:00 Uhr in Kolding, TRE-FOR Arena          | 2.628 Zuschauer Spielbericht  | KIF Kolding København Spellerberg 6                  | 23 : 22 (13 : 11) | Orlen Wisła Płock 7 Ghionea                  |
| 16. November 2013, Sa. 19:30 Uhr in Porto, Dragão Caixa            | 1.592 Zuschauer Spielbericht  | FC Porto Vitalis Ferraz 6                            | 20 : 24 (09 : 14) | Orlen Wisła Płock 6 Nenadić                  |
| 17. November 2013, So. 17:00 Uhr in Kolding, TRE-FOR Arena         | 4.865 Zuschauer Spielbericht  | KIF Kolding København Rocas 8                        | 29 : 24 (17 : 12) | KS Vive Targi Kielce 6 Čupić                 |
| 17. November 2013, So. 18:45 Uhr in Dunkerque, Stade de Flandres   | 2.481 Zuschauer Spielbericht  | Dunkerque HB Grand Littoral Butto 6                  | 21 : 29 (13 : 19) | THW Kiel 6 Ekberg                            |
| 20. November 2013, Mi. 19:00 Uhr in Kiel, Sparkassen-Arena         | 8.500 Zuschauer Spielbericht  | THW Kiel Klein 5                                     | 28 : 25 (15 : 12) | Dunkerque HB Grand Littoral 5 Caussé, Hansen |
| 21. November 2013, Do. 20:00 Uhr in Płock, Orlen Arena             | 4.800 Zuschauer Spielbericht  | Orlen Wisła Płock Nenadić 7                          | 28 : 22 (12 : 10) | FC Porto Vitalis 6 Ferraz                    |
| 24. November 2013, So. 17:00 Uhr in Kielce, Hala M.O.S.I.R Kielce  | 4.000 Zuschauer Spielbericht  | KS Vive Targi Kielce Zorman 6                        | 25 : 26 (15 : 15) | KIF Kolding København 7 Spellerberg          |
| 30. November 2013, Sa. 16:00 Uhr in Porto, Dragão Caixa            | 1.363 Zuschauer Spielbericht  | FC Porto Vitalis Spinola 8                           | 27 : 24 (15 : 11) | KIF Kolding København 7 Spellerberg          |
| 30. November 2013, Sa. 18:00 Uhr in Dunkerque, Stade de Flandres   | 2.300 Zuschauer Spielbericht  | Dunkerque HB Grand Littoral Nagy 7                   | 25 : 28 (13 : 15) | KS Vive Targi Kielce 4 Štrlek                |
| 1. Dezember 2013, So. 14:30 Uhr in Kiel, Sparkassen-Arena          | 8.600 Zuschauer Spielbericht  | THW Kiel Pálmarsson 9                                | 34 : 25 (16 : 11) | Orlen Wisła Płock 9 Nenadić                  |
| 06. Februar 2014, Do. 20:00 Uhr in Płock, Orlen Arena              | 4.200 Zuschauer Spielbericht  | Orlen Wisła Płock Nenadić 7                          | 32 : 25 (16 : 13) | Dunkerque HB Grand Littoral 6 Joli           |
| 07. Februar 2014, Fr. 20:30 Uhr in Porto, Dragão Caixa             | 1.272 Zuschauer Spielbericht  | FC Porto Vitalis Duarte 9                            | 30 : 35 (14 : 16) | KS Vive Targi Kielce 8 Bielecki              |
| 09. Februar 2014, So. 16:55 Uhr in Broendby, Broendby Hallen       | 5.000 Zuschauer Spielbericht  | KIF Kolding København Anderson 7                     | 24 : 26 (13 : 13) | THW Kiel 8 Ekberg                            |
| 13. Februar 2014, Do. 20:30 Uhr in Płock, Orlen Arena              | 5.400 Zuschauer Spielbericht  | Orlen Wisła Płock Lijewski, Zrnic 5                  | 25 : 26 (08 : 10) | KIF Kolding København 6 Rocas                |
| 15. Februar 2014, Sa. 18:00 Uhr in Dunkerque, Stade de Flandres    | 2.200 Zuschauer Spielbericht  | Dunkerque HB Grand Littoral Butto, Caussé, Mokrani 4 | 25 : 25 (13 : 14) | FC Porto Vitalis 8 Duarte                    |
| 16. Februar 2014, So. 17:45 Uhr in Kiel, Sparkassen-Arena          | 10.200 Zuschauer Spielbericht | THW Kiel Vujin 10                                    | 28 : 28 (13 : 16) | KS Vive Targi Kielce 7 Jurecki               |
| 19. Februar 2014, Mi. 19:30 Uhr in Kiel, Sparkassen-Arena          | 7.800 Zuschauer Spielbericht  | THW Kiel Zeitz 6                                     | 30 : 25 (17 : 11) | FC Porto Vitalis 5 Duarte, Ferraz, Spinola   |
| 23. Februar 2014, So. 16:55 Uhr in Kolding, TRE-FOR Arena          | 2.507 Zuschauer Spielbericht  | KIF Kolding København Rocas 8                        | 26 : 24 (15 : 15) | Dunkerque HB Grand Littoral 6 Hansen         |
| 23. Februar 2014, So. 19:00 Uhr in Kielce, Hala M.O.S.I.R Kielce   | 4.200 Zuschauer Spielbericht  | KS Vive Targi Kielce Buntic 7                        | 38 : 30 (20 : 12) | Orlen Wisła Płock 9 Nenadić                  |

### Gruppe C
| Pl. | Mannschaft             | Sp. | S | U | N | T   | GT  | Diff | Pkt |
| --- | ---------------------- | --- | - | - | - | --- | --- | ---- | --- |
| 1.  | FC Barcelona           | 10  | 8 | 1 | 1 | 348 | 256 | + 92 | 17  |
| 2.  | Paris Saint-Germain    | 10  | 6 | 1 | 3 | 315 | 288 | + 27 | 13  |
| 3.  | RK Metalurg            | 10  | 5 | 2 | 3 | 256 | 265 | – 09 | 12  |
| 4.  | RK Vardar PRO – Skopje | 10  | 4 | 2 | 4 | 269 | 263 | + 06 | 10  |
| 5.  | HC Dinamo Minsk        | 10  | 3 | 1 | 6 | 266 | 295 | – 29 | 07  |
| 6.  | Wacker Thun            | 10  | 0 | 1 | 9 | 242 | 329 | – 87 | 01  |

| 21. September 2013, Sa. 16:00 Uhr in Paris, Halle George Carpentier | 2.700 Zuschauer Spielbericht  | Paris Saint-Germain Abalo 8          | 34 : 30 (12 : 11) | HC Dinamo Minsk Schelmenko 7           |
| 21. September 2013, Sa. 18:15 Uhr in Skopje, Boris Trajkovski       | 6.963 Zuschauer Spielbericht  | RK Vardar PRO – Skopje Dibirow 8     | 29 : 29 (15 : 19) | FC Barcelona S. Rutenka 8              |
| 21. September 2013, Sa. 16:30 Uhr in Bern, Sporthalle Wankdorf      | 1.454 Zuschauer Spielbericht  | Wacker Thun Dähler 5                 | 22 : 23 (09 : 13) | RK Metalurg Mojsovski 7                |
| 25. September 2013, Mi. 19:00 Uhr in Minsk, Palace of Sport         | 3.360 Zuschauer Spielbericht  | HC Dinamo Minsk Schelmenko 6         | 26 : 24 (11 : 11) | RK Vardar PRO – Skopje Dibirow 6       |
| 28. September 2013, Sa. 16:15 Uhr in Barcelona, Palau Blaugrana     | 1.589 Zuschauer Spielbericht  | FC Barcelona Karabatić 6             | 45 : 26 (21 : 14) | Wacker Thun 7 Linder                   |
| 28. September 2013, Mi. 18:00 Uhr in Skopje, Boris Trajkovski       | 6.963 Zuschauer Spielbericht  | RK Metalurg Vugrinec 9               | 28 : 26 (12 : 12) | Paris Saint-Germain 5 Melić            |
| 10. Oktober 2013, Do. 19:00 Uhr in Minsk, Sportpalast               | 3.360 Zuschauer Spielbericht  | HC Dinamo Minsk Doborac 7            | 27 : 20 (14 : 08) | Wacker Thun 5 Studer                   |
| 12. Oktober 2013, Sa. 16:15 Uhr in Barcelona, Palau Blaugrana       | 1.869 Zuschauer Spielbericht  | FC Barcelona Lazarov 9               | 35 : 17 (17 : 05) | RK Metalurg 6 Vugrinec                 |
| 13. Oktober 2013, So. 19:00 Uhr in Skopje, Boris Trajkovski         | 6.900 Zuschauer Spielbericht  | RK Vardar PRO – Skopje Tschipurin 6  | 24 : 24 (09 : 12) | Paris Saint-Germain 7 Hansen           |
| 19. Oktober 2013, Sa. 17:30 Uhr in Bern, Sporthalle Wankdorf        | 1.625 Zuschauer Spielbericht  | Wacker Thun Franić 6                 | 24 : 37 (11 : 19) | RK Vardar PRO – Skopje 7 Dujshebaev    |
| 20. Oktober 2013, So. 17:00 Uhr in Paris, Halle George Carpentier   | 4.000 Zuschauer Spielbericht  | Paris Saint-Germain Abalo 6          | 29 : 33 (17 : 17) | FC Barcelona 8 S. Rutenka              |
| 20. Oktober 2013, So. 18:00 Uhr in Skopje, Boris Trajkovski         | 6.963 Zuschauer Spielbericht  | RK Metalurg Mojsovski 7              | 33 : 29 (20 : 18) | HC Dinamo Minsk 7 D. Rutenka           |
| 14. November 2013, Mi. 19:00 Uhr in Minsk, Minsk-Arena              | 15.320 Zuschauer Spielbericht | HC Dinamo Minsk Babitschau 6         | 25 : 35 (15 : 16) | FC Barcelona 8 S. Rutenka              |
| 14. November 2013, Mi. 20:00 Uhr in Skopje, Boris Trajkovski        | 6.963 Zuschauer Spielbericht  | RK Metalurg Atman 7                  | 22 : 27 (09 : 14) | RK Vardar PRO – Skopje 8 Dibirow       |
| 17. November 2013, So. 17:00 Uhr in Bern, Sporthalle Wankdorf       | 2.100 Zuschauer Spielbericht  | Wacker Thun Friedli 6                | 28 : 34 (10 : 16) | Paris Saint-Germain 7 Melić            |
| 23. November 2013, Sa. 12:15 Uhr in Barcelona, Palau Blaugrana      | 2.342 Zuschauer Spielbericht  | FC Barcelona S. Rutenka 7            | 35 : 25 (13 : 09) | HC Dinamo Minsk 5 Babitschau           |
| 23. November 2013, Sa. 18:00 Uhr in Paris, Halle George Carpentier  | 3.000 Zuschauer Spielbericht  | Paris Saint-Germain Abalo 6          | 38 : 24 (22 : 11) | Wacker Thun 5 Hüsser, Studer           |
| 24. November 2013, So. 18:00 Uhr in Skopje, Boris Trajkovski        | 6.963 Zuschauer Spielbericht  | RK Vardar PRO – Skopje Dibirow 5     | 18 : 26 (12 : 10) | RK Metalurg 8 Mojsovski                |
| 30. November 2013, Sa. 16:15 Uhr in Barcelona, Palau Blaugrana      | 1.929 Zuschauer Spielbericht  | FC Barcelona Lazarov 7               | 30 : 23 (14 : 11) | RK Vardar PRO – Skopje 6 Brumen        |
| 01. Dezember 2013, So. 17:00 Uhr in Minsk, Palace of Sport          | 3.490 Zuschauer Spielbericht  | HC Dinamo Minsk Bundalo 7            | 26 : 24 (11 : 11) | Paris Saint-Germain 8 Bojinović        |
| 01. Dezember 2013, So. 18:00 Uhr in Skopje, Boris Trajkovski        | 6.963 Zuschauer Spielbericht  | RK Metalurg Vugrinec 7               | 24 : 24 (11 : 14) | Wacker Thun 8 von Deschwanden          |
| 08. Februar 2014, Sa. 16:30 Uhr in Bern, Sporthalle Wankdorf        | 1.929 Zuschauer Spielbericht  | Wacker Thun von Deschwanden 5        | 23 : 39 (13 : 17) | FC Barcelona 7 Lazarov                 |
| 08. Februar 2014, Sa. 18:00 Uhr in Paris, Halle George Carpentier   | 2.100 Zuschauer Spielbericht  | Paris Saint-Germain Hansen 8         | 32 : 29 (16 : 12) | RK Metalurg 6 Georgievski, Vugrinec    |
| 09. Februar 2014, So. 18:00 Uhr in Skopje, Boris Trajkovski         | 6.963 Zuschauer Spielbericht  | RK Vardar PRO – Skopje Dibirow 8     | 30 : 22 (14 : 11) | HC Dinamo Minsk 7 Nincevic, D. Rutenka |
| 15. Februar 2014, Sa. 16:15 Uhr in Barcelona, Palau Blaugrana       | 6.702 Zuschauer Spielbericht  | FC Barcelona Tomás 10                | 38 : 28 (19 : 09) | Paris Saint-Germain 5 García, M'tima   |
| 16. Februar 2014, So. 16:00 Uhr in Minsk, Palace of Sport           | 3.140 Zuschauer Spielbericht  | HC Dinamo Minsk Bombač, D. Rutenka 4 | 23 : 23 (13 : 11) | RK Metalurg 5 Ojleski, Vugrinec        |
| 16. Februar 2014, So. 18:00 Uhr in Skopje, Boris Trajkovski         | 5.000 Zuschauer Spielbericht  | RK Vardar PRO – Skopje Karačić 6     | 32 : 25 (17 : 11) | Wacker Thun 8 von Deschwanden          |
| 22. Februar 2014, Sa. 18:00 Uhr in Paris, Halle George Carpentier   | 2.300 Zuschauer Spielbericht  | Paris Saint-Germain Abalo, García 5  | 35 : 25 (15 : 12) | RK Vardar PRO – Skopje 7 Karačić       |
| 23. Februar 2014, So. 17:30 Uhr in Bern, Sporthalle Wankdorf        | 1.800 Zuschauer Spielbericht  | Wacker Thun von Deschwanden 7        | 26 : 30 (11 : 13) | HC Dinamo Minsk 10 Nincevic            |
| 23. Februar 2014, So. 18:00 Uhr in Skopje, Boris Trajkovski         | 6.963 Zuschauer Spielbericht  | RK Metalurg Markoski 7               | 31 : 29 (15 : 11) | FC Barcelona 7 Karabatić               |

### Gruppe D
| Pl. | Mannschaft             | Sp. | S | U | N | T   | GT  | Diff | Pkt |
| --- | ---------------------- | --- | - | - | - | --- | --- | ---- | --- |
| 1.  | HSV Hamburg            | 10  | 9 | 0 | 1 | 330 | 266 | + 64 | 18  |
| 2.  | SG Flensburg-Handewitt | 10  | 8 | 1 | 1 | 314 | 272 | + 42 | 17  |
| 3.  | RK Gorenje Velenje     | 10  | 4 | 0 | 6 | 307 | 320 | – 13 | 08  |
| 4.  | Aalborg Håndbold       | 10  | 4 | 0 | 6 | 275 | 265 | + 10 | 08  |
| 5.  | Naturhouse La Rioja    | 10  | 3 | 2 | 5 | 292 | 320 | – 28 | 08  |
| 6.  | HK Drott Halmstad      | 10  | 0 | 1 | 9 | 289 | 364 | – 75 | 01  |

| 21. September 2013, Sa. 20:30 Uhr in Velenje, Rdeča Dvorana                       | 1.000 Zuschauer Spielbericht | RK Gorenje Velenje Cehte 12                                 | 35 : 33 (19 : 16) | HK Drott Halmstad 7 Halén                                 |
| 22. September 2013, So. 15:00 Uhr in Flensburg, Flens-Arena                       | 2.691 Zuschauer Spielbericht | SG Flensburg-Handewitt Glandorf 8                           | 31 : 27 (15 : 12) | Aalborg Håndbold 7 Larsen                                 |
| 21. September 2013, Sa. 19:30 Uhr in Logroño, Palacio de los deportes de la Rioja | 2.500 Zuschauer Spielbericht | Naturhouse La Rioja Gonçalves dos Santos 4                  | 24 : 33 (08 : 14) | HSV Hamburg 9 Schröder                                    |
| 25. September 2013, Mi. 19:00 Uhr in Halmstad, Halmstad Arena                     | 1.709 Zuschauer Spielbericht | HK Drott Halmstad Persson, Stenmalm, 5                      | 27 : 37 (13 : 19) | SG Flensburg-Handewitt 6 Heinl                            |
| 26. September 2013, Do. 20:00 Uhr in Hamburg, Sporthalle Hamburg                  | 2.040 Zuschauer Spielbericht | HSV Hamburg Marković 7                                      | 41 : 32 (21 : 13) | RK Gorenje Velenje 6 Medved                               |
| 29. September 2013, So. 17:00 Uhr in Aalborg, Gigantium                           | 3.117 Zuschauer Spielbericht | Aalborg Håndbold Larsen 8                                   | 28 : 24 (16 : 10) | Naturhouse La Rioja 7 Malašinskas                         |
| 13. Oktober 2013, So. 13:30 Uhr in Aalborg, Gigantium Arena                       | 4.237 Zuschauer Spielbericht | Aalborg Håndbold Larsen, Pedersen, Slundt 5                 | 26 : 28 (14 : 14) | HSV Hamburg 5 Marković                                    |
| 13. Oktober 2013, So. 16:00 Uhr in Halmstad, Halmstad Arena                       | 850 Zuschauer Spielbericht   | HK Drott Halmstad Stenmalm 10                               | 35 : 35 (15 : 19) | Naturhouse La Rioja 6 Fernández Pérez                     |
| 13. Oktober 2013, So. 17:30 Uhr in Flensburg, Flens-Arena                         | 3.207 Zuschauer Spielbericht | SG Flensburg-Handewitt Eggert 7                             | 35 : 31 (16 : 13) | RK Gorenje Velenje 9 Šoštarič                             |
| 16. Oktober 2013, Mi. 19:15 Uhr in Velenje, Rdeča Dvorana                         | 1.230 Zuschauer Spielbericht | RK Gorenje Velenje Skube 8                                  | 25 : 30 (11 : 15) | Aalborg Håndbold 8 Slundt                                 |
| 17. Oktober 2013, Do. 19:00 Uhr in Hamburg, Sporthalle Hamburg                    | 2.350 Zuschauer Spielbericht | HSV Hamburg Mahé, Schröder 8                                | 39 : 30 (18 : 14) | HK Drott Halmstad 6 Persson                               |
| 19. Oktober 2013, Sa. 20:00 Uhr in Logroño, Palacio de los deportes de la Rioja   | 2.500 Zuschauer Spielbericht | Naturhouse La Rioja Capote 10                               | 32 : 32 (13 : 19) | SG Flensburg-Handewitt 8 Weinhold                         |
| 16. November 2013, Sa. 14:45 Uhr in Hamburg, O2-World                             | 6.844 Zuschauer Spielbericht | HSV Hamburg Lindberg 7                                      | 32 : 27 (15 : 14) | SG Flensburg-Handewitt 8 Weinhold                         |
| 16. November 2013, Sa. 19:00 Uhr in Logroño, Palacio de los deportes de la Rioja  | 2.600 Zuschauer Spielbericht | Naturhouse La Rioja Fernández Pérez 10                      | 34 : 31 (15 : 13) | RK Gorenje Velenje 7 Skube                                |
| 17. November 2013, So. 15:00 Uhr in Halmstad, Halmstad Arena                      | 1.045 Zuschauer Spielbericht | HK Drott Halmstad Persson 11                                | 26 : 35 (08 : 15) | Aalborg Håndbold 11 Tvedten                               |
| 21. November 2013, Do. 19:00 Uhr in Flensburg, Flens-Arena                        | 4.057 Zuschauer Spielbericht | SG Flensburg-Handewitt Eggert 9                             | 27 : 24 (11 : 13) | HSV Hamburg 8 Đorđić                                      |
| 23. November 2013, Sa. 20:30 Uhr in Velenje, Rdeča Dvorana                        | 1.000 Zuschauer Spielbericht | RK Gorenje Velenje Burić 6                                  | 33 : 28 (15 : 11) | Naturhouse La Rioja 12 Jiminez Reina                      |
| 24. November 2013, So. 15:00 Uhr in Aalborg, Gigantium Arena                      | 3.721 Zuschauer Spielbericht | Aalborg Håndbold Tvedten 7                                  | 37 : 23 (17 : 07) | HK Drott Halmstad 5 Löfgren, Persson                      |
| 27. November 2013, Mi. 18:00 Uhr in Halmstad, Halmstad Arena                      | 809 Zuschauer Spielbericht   | HK Drott Halmstad Persson, Stenberg 7                       | 32 : 40 (14 : 20) | RK Gorenje Velenje 11 Šoštarič                            |
| 27. November 2013, Mi. 19:15 Uhr in Hamburg, Sporthalle Hamburg                   | 2.297 Zuschauer Spielbericht | HSV Hamburg Nilsson 6                                       | 34 : 27 (17 : 12) | Naturhouse La Rioja 6 Jiminez Reina, Gonçalves dos Santos |
| 01. Dezember 2013, So. 16:00 Uhr in Aalborg, Gigantium                            | 4.500 Zuschauer Spielbericht | Aalborg Håndbold Jakobsson, Tvedten 6                       | 26 : 27 (13 : 14) | SG Flensburg-Handewitt 7 Glandorf, Mogensen               |
| 05. Februar 2014, Mi. 20:00 Uhr in Velenje, Rdeča Dvorana                         | 1.500 Zuschauer Spielbericht | RK Gorenje Velenje Skube 7                                  | 29 : 36 (13 : 19) | HSV Hamburg 6 Pfahl                                       |
| 05. Februar 2014, Mi. 20:30 Uhr in Logroño, Palacio de los deportes de la Rioja   | 2.500 Zuschauer Spielbericht | Naturhouse La Rioja Fernandez Perez, Tioumentsev Barabash 6 | 25 : 23 (13 : 10) | Aalborg Håndbold 9 Slundt                                 |
| 08. Februar 2014, Sa. 17:00 Uhr in Flensburg, Flens-Arena                         | 3.607 Zuschauer Spielbericht | SG Flensburg-Handewitt Radivojevic 7                        | 33 : 25 (20 : 08) | HK Drott Halmstad 8 Persson                               |
| 12. Februar 2014, Mi. 20:55 Uhr in Flensburg, Flens-Arena                         | 3.720 Zuschauer Spielbericht | SG Flensburg-Handewitt Gottfridsson, Wanne 6                | 37 : 25 (19 : 11) | Naturhouse La Rioja 5 Masachs                             |
| 16. Februar 2014, So. 14:15 Uhr in Aalborg, Gigantium                             | 4.081 Zuschauer Spielbericht | Aalborg Håndbold Larsen 6                                   | 23 : 28 (14 : 15) | RK Gorenje Velenje 8 Skube                                |
| 16. Februar 2014, So. 16:00 Uhr in Halmstad, Halmstad Arena                       | 874 Zuschauer Spielbericht   | HK Drott Halmstad Persson 7                                 | 24 : 35 (12 : 14) | HSV Hamburg 6 Schröder                                    |
| 20. Februar 2014, Do. 19:30 Uhr in Logroño, Palacio de los deportes de la Rioja   | 1.500 Zuschauer Spielbericht | Naturhouse La Rioja Tioumentsev Barabash 9                  | 38 : 34 (21 : 21) | HK Drott Halmstad 9 Stenmalm                              |
| 22. Februar 2014, Sa. 20:30 Uhr in Velenje, Rdeča Dvorana                         | 1.000 Zuschauer Spielbericht | RK Gorenje Velenje Skube 6                                  | 23 : 28 (09 : 15) | SG Flensburg-Handewitt 6 Radivojevic, Weinhold            |
| 23. Februar 2014, So. 14:15 Uhr in Hamburg, Sporthalle Hamburg                    | 4.000 Zuschauer Spielbericht | HSV Hamburg Duvnjak 7                                       | 28 : 20 (12 : 09) | Aalborg Håndbold 5 Pedersen                               |

## Achtelfinale

### Qualifizierte Teams
| Gruppe A MKB Veszprém KC Rhein-Neckar Löwen Celje Pivovarna Laško HK Motor Saporischschja | Gruppe B THW Kiel KIF Kolding København KS Vive Targi Kielce Orlen Wisła Płock | Gruppe C FC Barcelona Paris Saint-Germain RK Metalurg RK Vardar PRO – Skopje | Gruppe D HSV Hamburg SG Flensburg-Handewitt RK Gorenje Velenje Aalborg Håndbold |

### Ausgeloste Spiele und Ergebnisse
Die Auslosung der Achtelfinalspiele fand am 25. Februar 2014 in Wien statt.
Im Achtelfinale traf immer ein Gruppenerster auf einen Gruppenvierten (= Hälfte A) und ein Gruppenzweiter auf einen Gruppendritten (= Hälfte B) einer anderen Gruppe.
Die Gruppenersten und Gruppenzweiten hatten das Recht, das Rückspiel zu Hause auszutragen.
Die Hinspiele fanden vom 19.–23. März 2014 statt, die Rückspiele vom 26.–30. März 2014.
|          | Mannschaft 1                                          | Mannschaft 2                                 | Hinspiel           | Rückspiel          | Gesamt   |
| -------- | ----------------------------------------------------- | -------------------------------------------- | ------------------ | ------------------ | -------- |
| Hälfte A | HK Motor Saporischschja Inal Aflitulin, Onufrijenko 8 | THW Kiel F. Jícha 13                         | 20.03.14 19:15 Uhr | 30.03.14 17:15 Uhr | 56 : 71  |
| Hälfte A | HK Motor Saporischschja Inal Aflitulin, Onufrijenko 8 | THW Kiel F. Jícha 13                         | 28 : 31 (14 : 16)  | 28 : 40 (13 : 20)  | 56 : 71  |
| Hälfte A | HK Motor Saporischschja Inal Aflitulin, Onufrijenko 8 | THW Kiel F. Jícha 13                         | 1.900 Zuschauer    | 8.000 Zuschauer    | 56 : 71  |
| Hälfte A | Aalborg Håndbold Slundt 6                             | FC Barcelona Gurbindo Martínez, Karabatić, 5 | 23.03.14 15:00 Uhr | 29.03.14 20:30 Uhr | 42 : 60  |
| Hälfte A | Aalborg Håndbold Slundt 6                             | FC Barcelona Gurbindo Martínez, Karabatić, 5 | 22 : 29 (13 : 15)  | 20 : 31 (11 : 16)  | 42 : 60  |
| Hälfte A | Aalborg Håndbold Slundt 6                             | FC Barcelona Gurbindo Martínez, Karabatić, 5 | 4.666 Zuschauer    | 2.514 Zuschauer    | 42 : 60  |
| Hälfte A | RK Vardar PRO - Skopje Dibirow 9                      | HSV Hamburg Schröder 16                      | 22.03.14 18:00 Uhr | 30.03.14 18:45 Uhr | 58 : 57  |
| Hälfte A | RK Vardar PRO - Skopje Dibirow 9                      | HSV Hamburg Schröder 16                      | 28 : 28 (14 : 16)  | 30 : 29 (0 : 0)    | 58 : 57  |
| Hälfte A | RK Vardar PRO - Skopje Dibirow 9                      | HSV Hamburg Schröder 16                      | 6.400 Zuschauer    | 2.904 Zuschauer    | 58 : 57  |
| Hälfte A | Orlen Wisła Płock Ghionea 10                          | MKB Veszprém KC Ilić 15                      | 23.03.14 19:00 Uhr | 29.03.14 14:00 Uhr | 60 : 64  |
| Hälfte A | Orlen Wisła Płock Ghionea 10                          | MKB Veszprém KC Ilić 15                      | 34 : 33 (16 : 16)  | 26 : 31 (11 : 16)  | 60 : 64  |
| Hälfte A | Orlen Wisła Płock Ghionea 10                          | MKB Veszprém KC Ilić 15                      | 5.467 Zuschauer    | 5.019 Zuschauer    | 60 : 64  |
| Hälfte B | RK Gorenje Velenje Šoštarič 11                        | Paris Saint-Germain Melić 8                  | 22.03.14 20:30 Uhr | 30.03.14 17:00 Uhr | 55 : 62  |
| Hälfte B | RK Gorenje Velenje Šoštarič 11                        | Paris Saint-Germain Melić 8                  | 30 : 28 (16 : 13)  | 25 : 34 (17 : 17)  | 55 : 62  |
| Hälfte B | RK Gorenje Velenje Šoštarič 11                        | Paris Saint-Germain Melić 8                  | 1.500 Zuschauer    | 2.750 Zuschauer    | 55 : 62  |
| Hälfte B | Celje Pivovarna Laško Zelenović 12                    | SG Flensburg-Handewitt Glandorf 11           | 23.03.14 19:15 Uhr | 29.03.14 17:15 Uhr | 53 : 55  |
| Hälfte B | Celje Pivovarna Laško Zelenović 12                    | SG Flensburg-Handewitt Glandorf 11           | 26 : 25 (13 : 12)  | 27 : 30 (14 : 15)  | 53 : 55  |
| Hälfte B | Celje Pivovarna Laško Zelenović 12                    | SG Flensburg-Handewitt Glandorf 11           | 4.500 Zuschauer    | 4.027 Zuschauer    | 53 : 55  |
| Hälfte B | RK Metalurg Vugrinec 23                               | KIF Kolding København Laen 8                 | 23.03.14 16:55 Uhr | 30.03.14 16:45 Uhr | 53 : 43  |
| Hälfte B | RK Metalurg Vugrinec 23                               | KIF Kolding København Laen 8                 | 23 : 17 (14 : 09)  | 30 : 26 (15 : 13)  | 53 : 43  |
| Hälfte B | RK Metalurg Vugrinec 23                               | KIF Kolding København Laen 8                 | 6.963 Zuschauer    | 2.857 Zuschauer    | 53 : 43  |
| Hälfte B | KS Vive Targi Kielce Lijewski 11                      | Rhein-Neckar Löwen Groetzki 12               | 22.03.14 16:10 Uhr | 31.03.14 19:00 Uhr | 55 : 55* |
| Hälfte B | KS Vive Targi Kielce Lijewski 11                      | Rhein-Neckar Löwen Groetzki 12               | 32 : 28 (17 : 13)  | 23 : 27 (14 : 16)  | 55 : 55* |
| Hälfte B | KS Vive Targi Kielce Lijewski 11                      | Rhein-Neckar Löwen Groetzki 12               | 4.000 Zuschauer    | 8.805 Zuschauer    | 55 : 55* |

* Die Rhein-Neckar Löwen qualifizierten sich aufgrund der Auswärtstorregel für die nächste Runde.

## Viertelfinale

### Qualifizierte Teams
| Hälfte A THW Kiel FC Barcelona RK Vardar PRO – Skopje MKB Veszprém KC | Hälfte B Paris Saint-Germain SG Flensburg-Handewitt RK Metalurg Skopje Rhein-Neckar Löwen |

### Ausgeloste Spiele und Ergebnisse
Die Auslosung der Viertelfinalspiele fand am 1. April 2014 in Wien statt.
Im Viertelfinale traf immer eine Mannschaft aus Hälfte A auf eine Mannschaft aus Hälfte B des Achtelfinales. Bei der Auslosung gab es keinen Nationenschutz; das bedeutet, dass auch Begegnungen zwischen zwei deutschen oder zwei mazedonischen Mannschaften möglich gewesen wären.
Die Mannschaften aus Hälfte A hatten das Recht, das Rückspiel zu Hause auszutragen.
Die Hinspiele fanden vom 19. bis 21. April 2014 statt, die Rückspiele am 26. und 27. April 2014.
| Mannschaft 1                     | Mannschaft 2                        | Hinspiel           | Rückspiel          | Gesamt   |
| -------------------------------- | ----------------------------------- | ------------------ | ------------------ | -------- |
| Rhein-Neckar Löwen Gensheimer 16 | FC Barcelona Lazarov 12             | 20.04.14 19:15 Uhr | 26.04.14 20:15 Uhr | 62 : 62* |
| Rhein-Neckar Löwen Gensheimer 16 | FC Barcelona Lazarov 12             | 38 : 31 (22 : 14)  | 24 : 31 (11 : 11)  | 62 : 62* |
| Rhein-Neckar Löwen Gensheimer 16 | FC Barcelona Lazarov 12             | 12.900 Zuschauer   | 6.814 Zuschauer    | 62 : 62* |
| SG Flensburg-Handewitt Eggert 13 | HC Vardar Skopje Brumen, Karačić 11 | 21.04.14 19:00 Uhr | 26.04.14 17:00 Uhr | 49 : 49* |
| SG Flensburg-Handewitt Eggert 13 | HC Vardar Skopje Brumen, Karačić 11 | 24 : 22 (13 : 14)  | 25 : 27 (15 : 10)  | 49 : 49* |
| SG Flensburg-Handewitt Eggert 13 | HC Vardar Skopje Brumen, Karačić 11 | 6.000 Zuschauer    | 6.963 Zuschauer    | 49 : 49* |
| RK Metalurg Skopje / Vugrinec 10 | THW Kiel Ekberg 12                  | 19.04.14 18:30 Uhr | 27.04.14 14:15 Uhr | 47 : 65  |
| RK Metalurg Skopje / Vugrinec 10 | THW Kiel Ekberg 12                  | 21 : 31 (9 : 14)   | 26 : 34 (11 : 19)  | 47 : 65  |
| RK Metalurg Skopje / Vugrinec 10 | THW Kiel Ekberg 12                  | 6.963 Zuschauer    | 8.200 Zuschauer    | 47 : 65  |
| Paris Saint-Germain Hansen 13    | MKB Veszprém KC Ilić 15             | 19.04.14 18:00 Uhr | 26.04.14 16:00 Uhr | 52 : 59  |
| Paris Saint-Germain Hansen 13    | MKB Veszprém KC Ilić 15             | 26 : 28 (14 : 12)  | 26 : 31 (12 : 12)  | 52 : 59  |
| Paris Saint-Germain Hansen 13    | MKB Veszprém KC Ilić 15             | 3.600 Zuschauer    | 5.019 Zuschauer    | 52 : 59  |

* Der FC Barcelona und die SG Flensburg-Handewitt qualifizierten sich aufgrund der Auswärtstorregel für die nächste Runde.

## Final Four

### Qualifizierte Teams
- FC Barcelona
- SG Flensburg-Handewitt
- THW Kiel
- KC Veszprém

Die Auslosung für das Final Four fand am 29. April in Köln statt. Dabei gab es keinen Nationenschutz; das bedeutet, dass im Halbfinale ein Aufeinandertreffen der beiden deutschen Teilnehmer möglich gewesen wäre. Die Halbfinalspiele wurden am 31. Mai 2014 in der Kölner Lanxess Arena ausgetragen.

### Halbfinale
| Mannschaft 1 | Endergebnis                               | Mannschaft 2           | Datum und Zeit        |
| ------------ | ----------------------------------------- | ---------------------- | --------------------- |
| KC Veszprém  | 26 : 29 (13 : 13)                         | THW Kiel               | 31.05.2014, 15:15 Uhr |
| FC Barcelona | 39 : 41 (36 : 36, 32 : 32, 17 : 18) n. S. | SG Flensburg-Handewitt | 31.05.2014, 18:00 Uhr |

#### 1. Halbfinale
31. Mai 2014 in Köln, Lanxess Arena, 20.000 Zuschauer.
KC Veszprém: Fazekas, Alilović; Ilić (5/3), Nagy  (4), Ugalde (4), Ruesga (3), G. Iváncsik (2), Rodríguez  (2), Sulić   (2), Vilovski (2), Gulyás (1), T. Iváncsik (1), Jamali, Mocsai, Schuch , Terzić  
Trainer: Antonio Carlos Ortega 

THW Kiel: Sjöstrand, Palicka; Pálmarsson  (7), Sigurðsson  (6), Jícha  (4), Ekberg (3), Wiencek  (3), Sprenger (2), Vujin (2), Toft Hansen    (1), Zeitz   (1), Jallouz, Klein, Lauge
Trainer: Alfreð Gíslason
Schiedsrichter:  Nenad Krstič und Peter Ljubič
Quelle: Spielbericht

#### 2. Halbfinale
31. Mai 2014 in Köln, Lanxess Arena, 20.000 Zuschauer.
FC Barcelona: Sterbik, Šarić; Lazarov (6), Tómas (6), Entrerríos (5), García (5), Karabatić    (5), Nøddesbo (5), S. Rutenka (4/1), Sorhaindo  (2), Morros  (1), Sarmiento, Ariño, Gurbindo, Straňovský, Saubich
Trainer: Xavier Pascual Fuertes

SG Flensburg-Handewitt: Rasmussen, Andersson; Weinhold (8), Glandorf   (8), Eggert (6/1), Mogensen (6), Wanne (4), Gottfridsson  (2), Nenadić (2), Radivojević (2), Svan (2), Knudsen (1), Karlsson , Heinl  , Gústafsson, Bogunović
Trainer: Ljubomir Vranjes 
Schiedsrichter:  Václav Horáček und Jiří Novotný
Quelle: Spielbericht
Siebenmeter-Werfen:

1:0 Eggert trifft gegen Šarić

1:1 Rutenka trifft gegen Andersson

2:1 Weinhold trifft gegen Šarić

2:1 Karabatić scheitert an Andersson

3:1 Gottfridsson trifft gegen Šarić

3:2 Tomás trifft gegen Andersson

4:2 Radivojević trifft gegen Sterbik

4:3 García trifft gegen Andersson

5:3 Wanne trifft gegen Šarić

### Kleines Finale
Das Spiel um Platz 3 fand am 1. Juni 2014 in der Kölner Lanxess Arena statt. Der Gewinner der Partie ist Drittplatzierter der EHF Champions League 2014.
| Mannschaft 1 | Endergebnis      | Mannschaft 2 | Datum und Zeit        |
| ------------ | ---------------- | ------------ | --------------------- |
| FC Barcelona | 26 : 25 (9 : 10) | KC Veszprém  | 01.06.2014, 15:15 Uhr |

1. Juni 2014 in Köln, Lanxess Arena, 20.000 Zuschauer
FC Barcelona: Sterbik, Šarić, Robin; S. Rutenka (11/7), Sarmiento (6), Karabatić (4), Lazarov (3), García  (2), Tómas , Entrerríos, Sorhaindo, Morros , Ariño, Gurbindo, Straňovský, Saubich
Trainer: Xavier Pascual Fuertes 

KC Veszprém: Fazekas, Alilović; Ilić (7/4), Nagy   (5), Rodríguez (4), Gulyás (2), Jamali (2), Vilovski (2), Ugalde  (1), Ruesga (1), G. Iváncsik (1), T. Iváncsik, Mocsai, Schuch  , Terzić 
Trainer: Antonio Carlos Ortega
Schiedsrichter:  Andrei Gousko und Siarhei Repkin
Quelle: Spielbericht

### Finale
Das Finale fand am 1. Juni 2014 in der Kölner Lanxess Arena statt. Der Gewinner der Partie ist Sieger der EHF Champions League 2014.
| Mannschaft 1           | Endergebnis       | Mannschaft 2 | Datum und Zeit        |
| ---------------------- | ----------------- | ------------ | --------------------- |
| SG Flensburg-Handewitt | 30 : 28 (14 : 16) | THW Kiel     | 01.06.2014, 18:00 Uhr |

1. Juni 2014 in Köln, Lanxess Arena, 20.000 Zuschauer.
SG Flensburg-Handewitt: Andersson, Rasmussen (n.e.); Svan  (7), Eggert (7/1), Glandorf (5), Mogensen  (4), Weinhold  (4), Gottfridsson (2), Heinl  (1), Knudsen   , Karlsson , Nenadić, Radivojević, Bogunović (n.e.), Gústafsson (n.e.), Wanne (n.e.)
Trainer: Ljubomir Vranjes
THW Kiel: Sjöstrand, Palicka; Pálmarsson  (6), Ekberg (5), Sigurðsson  (5), Vujin (5), Jícha (3), Jallouz (1), Toft Hansen (1), Wiencek   (1), Zeitz (1), Sprenger, Klein (n.e.), Lauge (n.e.) 
Trainer: Alfreð Gíslason
Schiedsrichter:  Martin Gjeding und Mads Hansen
Quelle: Spielbericht
Aron Pálmarsson vom THW Kiel wurde zum Most Valuable Player des Endturniers ernannt.

## Statistiken

### Torschützenliste

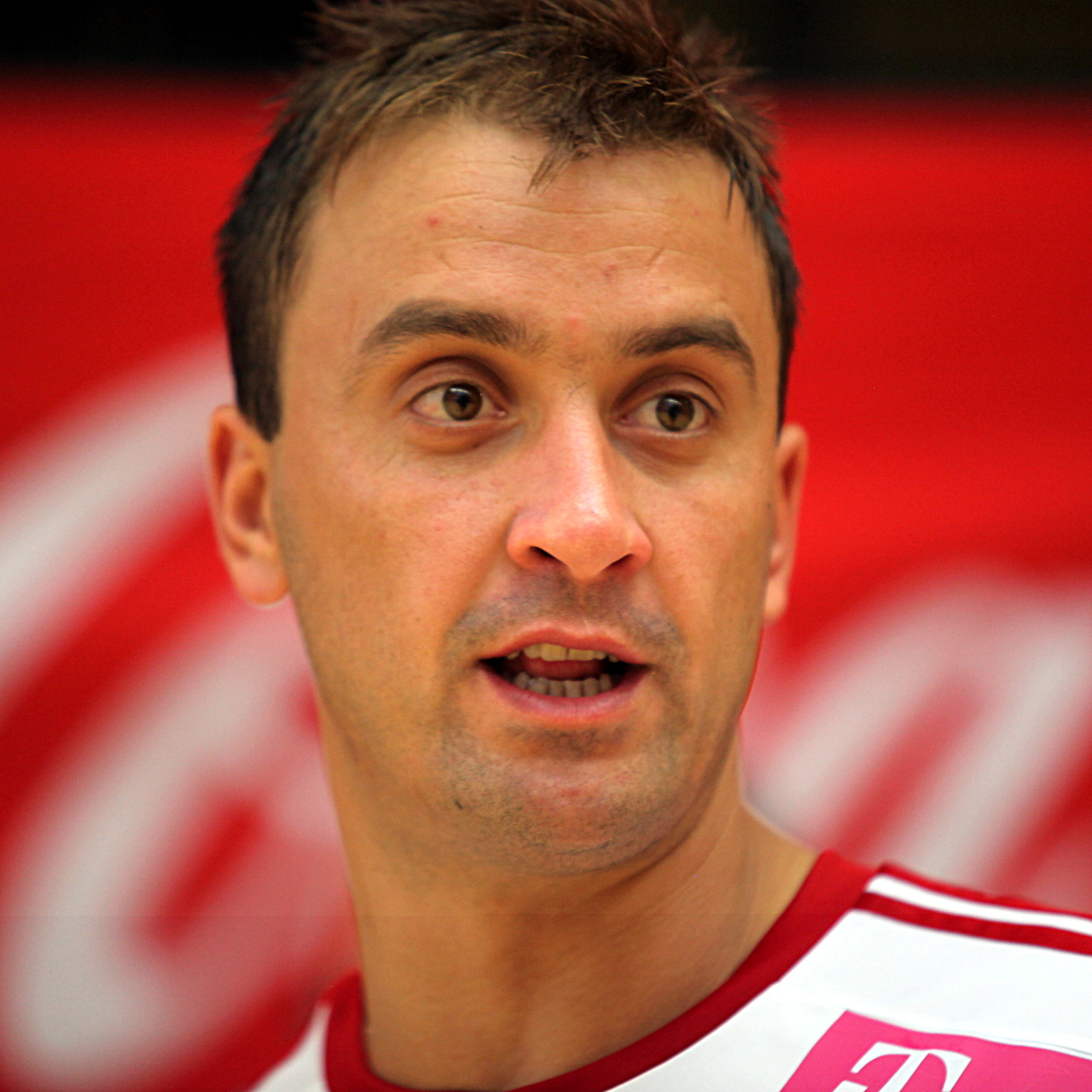
Momir Ilić

Die Torschützenliste zeigt die drei besten Torschützen in der EHF Champions League 2013/14.
Zu sehen sind die Nation der Spieler, der Name, die Position, der Verein, die gespielten Spiele, die Tore und die Ø-Tore.
| Pl. | Nation  | Spieler         | Pos. | Verein             | Sp. | Tore | Ø   |
| --- | ------- | --------------- | ---- | ------------------ | --- | ---- | --- |
| 1.  | Serbien | Momir Ilić      | (RL) | MKB-MVM Veszprém   | 16  | 103  | 6,4 |
| 2.  | /       | Renato Vugrinec | (RR) | RK Metalurg Skopje | 14  | 95   | 6,8 |
| 3.  | Serbien | Marko Vujin     | (RR) | THW Kiel           | 16  | 85   | 5,3 |

Stand: 2. Juni 2014